# Колодяжный, Александр Леонидович
Алекса́ндр Леони́дович Колодя́жный (укр. Олександр Леонідович Колодяжний, позывной — Кол; 1 января 1974, Днепропетровск — 11 июля 2019, Киев) — украинский военнослужащий, старший сержант, участник российско-украинской войны. Герой Украины (29 сентября 2023, посмертно).

## Биография
Родился в Днепрпетровске. Проходил срочную службу в десантных войсках. До 2014 года работал торговым представителем.
С началом российской агрессии добровольно прибыл в военкомат и в июле 2014 года был мобилизован. Служил в 74-м отдельном разведывательном батальоне.
С сентября 2014 года участвовал в боях в районе Марьинки. Осенью дважды проходил ротацию в старом терминале Донецкого аэропорта, где вместе с побратимами поднял украинский флаг над зданием.
В феврале 2016 года был среди первых бойцов, взявших под контроль промзону Авдеевки. Во время боевых заданий получил два серьёзных ранения: подорвался на мине и попал под пулемётный обстрел, в результате чего получил перелом ноги. После полугодового лечения вернулся в строй.
27 июня 2019 года во время выполнения боевого задания в районе Марьинки подорвался на мине и получил тяжёлые ранения. Умер 11 июля 2019 года в Главном военном госпитале Киева. 
Похоронен 13 июля на Краснопольском кладбище в родном Днепре.

## Награды
- Звание «Герой Украины» с удостоением ордена «Золотая Звезда» (29 сентября 2023, посмертно) — за личное мужество и героизм, проявленные в защите государственного суверенитета и территориальной целостности Украины, верность военной присяге[8].
- Орден «За мужество» III степени (2 декабря 2016, посмертно) — за личное мужество и самоотверженные действия, проявленные в защите государственного суверенитета и территориальной целостности Украины, верность военной присяге[9].